# Toad the Wet Sprocket
Toad the Wet Sprocket var ett amerikanskt folkpop-band bestående av sångaren Glen Phillips, gitarristen Todd Nichols, basisten Dean Dinning, och trummisen Randy Guss. Bandet bildades 1986 på San Marcos High School i Santa Barbara, California. Namnet togs från Eric Idles monolog "Rock Notes" från Monty Python's Contractual Obligation Album (1980).
Toad the Wet Sprocket släppte sex musikalbum, ett samlingsalbum och flera singlar. Deras bäst kända album är Fear från 1991, som bland annat innehöll "All I Want" och "Walk on the Ocean".
Toad the Wet Sprocket splittrades i juli 1998. Glen Phillips har sedan dess gett sig på en solokarriär, och Todd Nichols bildade bandet Lapdog, i vilket Randy Guss och tidigare även Dean Dinning spelar i.
Toad the Wet Sprocket återbildades tillfälligt för en 25-dagars turnering i februari till mars 2003.

## Diskografi

### Album
- Bread and Circus (1989)
- Pale (1990)
- Fear (1991) 
  - "Walk on the Ocean"
  - "All I Want"
- Dulcinea (1994) 
  - "Something's Always Wrong"
  - "Fall Down"
- In Light Syrup (1995) 
  - "Brother"
  - "Good Intentions"
- Coil (1997)
  - "Come Down"
  - "Crazy Life"
- P.S. (A Toad Retrospective) (1999) (samlingsalbum med två nya spår)
  - "P.S."
  - "Silo Lullaby"

### Singlar
- All I Want (1992)
- Fall Down (1994)
- Fly From Heaven (1995)
- Come Down (1996)